# Eumicrota corruscula
Eumicrota corruscula är en skalbaggsart som först beskrevs av Wilhelm Ferdinand Erichson 1839.  Eumicrota corruscula ingår i släktet Eumicrota och familjen kortvingar. Inga underarter finns listade i Catalogue of Life.